# 南迴公路
南迴公路，是台灣的一條公路，屬於台灣省道系統台9線的一部份，連接屏東縣枋山鄉楓港與臺東縣臺東市馬蘭之間，全長約100.7公里。

## 歷史
南迴公路始建於日治時代，昭和八年（1933年）興工，1939年（昭和14年）完成楓港－阿塱衛（今達仁）－台東間，可通行汽車的「楓港台東道」。屬於國庫或地方改善養護的「指定道路」。
二戰後，此路改稱為「南迴公路」。

## 路線
西起屏東縣枋山楓港，自台東縣達仁向北，北至台東市區，接續花東公路。路經屏東縣枋山鄉、獅子鄉、台東縣達仁鄉、大武鄉、太麻里鄉、台東市等行政區。其中楓港－達仁間為山地段，達仁－台東間為平地段。位於屏東與台東交界的壽峠是南迴公路的最高點，海拔約478公尺。
南迴公路較其他橫貫公路（北橫公路、北宜公路、中橫公路、新中橫公路、南橫公路）的彎度和坡度為大，接近壽峠附近有連續不同角度的陡彎，易導致暈車。而氣溫亦不穩定，容易起霧甚至下雨造成視線不佳而導致路滑，造成交通事故。

## 重大改善

### 楓港外環道
2005年7月19日，海棠颱風造成台灣多處道路中斷，楓港溪橋被大水沖斷，恆春半島頓時失去唯一交通要道，為改善楓港溪橋中斷帶來的不便，風災後交通部公路總局啟動楓港外環道計畫，在楓港溪北側闢建新道路，含台1線匯入外環道之立體交叉橋與新建麻里巴橋，全部工程於2008年秋季完工，通車後車輛無需經過楓港地區即可往來南迴公路，原台9線舊線改編為台26線。

### 南迴公路改善計畫
南迴公路為台灣東部花東地區與南部高屏地區之主要運輸交通幹道，惟其受制於地形地勢之限制，原有道路有設計標準偏低、道路線型不佳、縱坡起伏大及路寬不足等限制，加上高路堤及高邊坡多，易因災害受損而交通中斷。雖曾計劃興建南橫高速公路，但因計劃路線通過大武山自然保留區，受限於《文化資產保存法》的規定而無法興建。故於民國100年（2011年）奉行政院核定開始執行「台9線南迴公路拓寬改善後續計畫」
。
改善內容包含香蘭多良段拓寬暨線型改善（新建金崙高架橋）、安朔草埔段闢建新線（安朔高架橋及草埔隧道）、草埔雙流段拓寬、丹路段闢建新線。
由於丹路部落路段腹地狹小，兩側皆有居民出入，加上車流量較大，容易造成部落居民安全上的風險，丹路段興建長約1公里的外環道做為分流，於2021年9月23日完工通車，並命名為沙布鐵橋。

### 醫療資源
台東縣大武鄉南迴公路沿線長期缺乏醫療資源，臺東縣政府曾於2012年向馬英九政府提報「大武鄉衛生所暨南迴線緊急醫療照護品質提升計畫」，但因都市計畫變更及用地取得因素遭到中央政府註銷。台東縣政府在2016年再度爭取，歷經多次規劃修改，行政院核定新台幣1億4000多萬元的建設經費。已於2020年啟用，由高雄醫學大學附設中和醫院支援急診、牙科、骨科、小兒科、心臟內科、腸胃內科及復健科等專科門診。

## 沿線地名
(以下為台9線改線前舊里程)
屏東縣

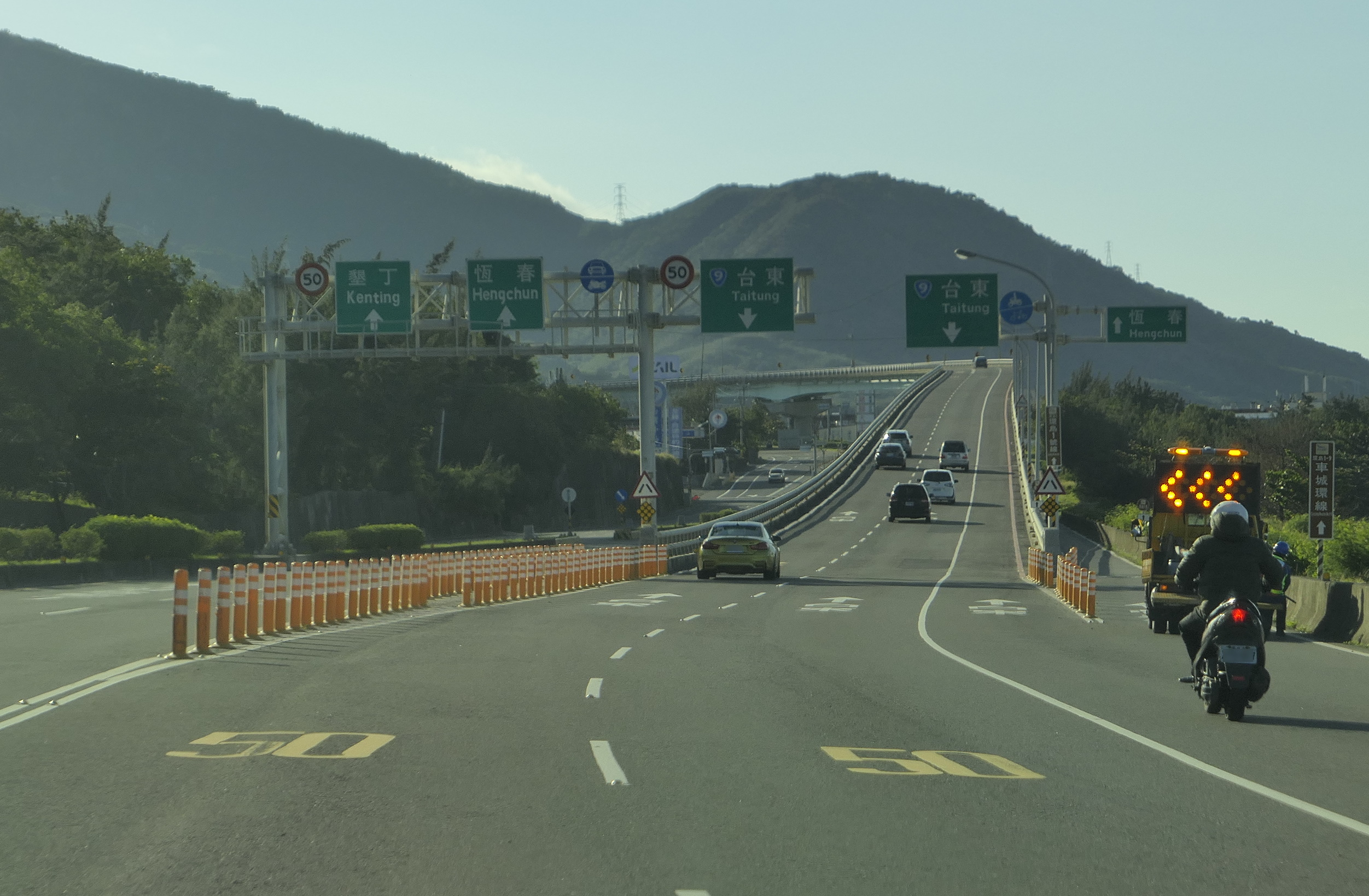
臺1線與臺9線在枋山的交會處

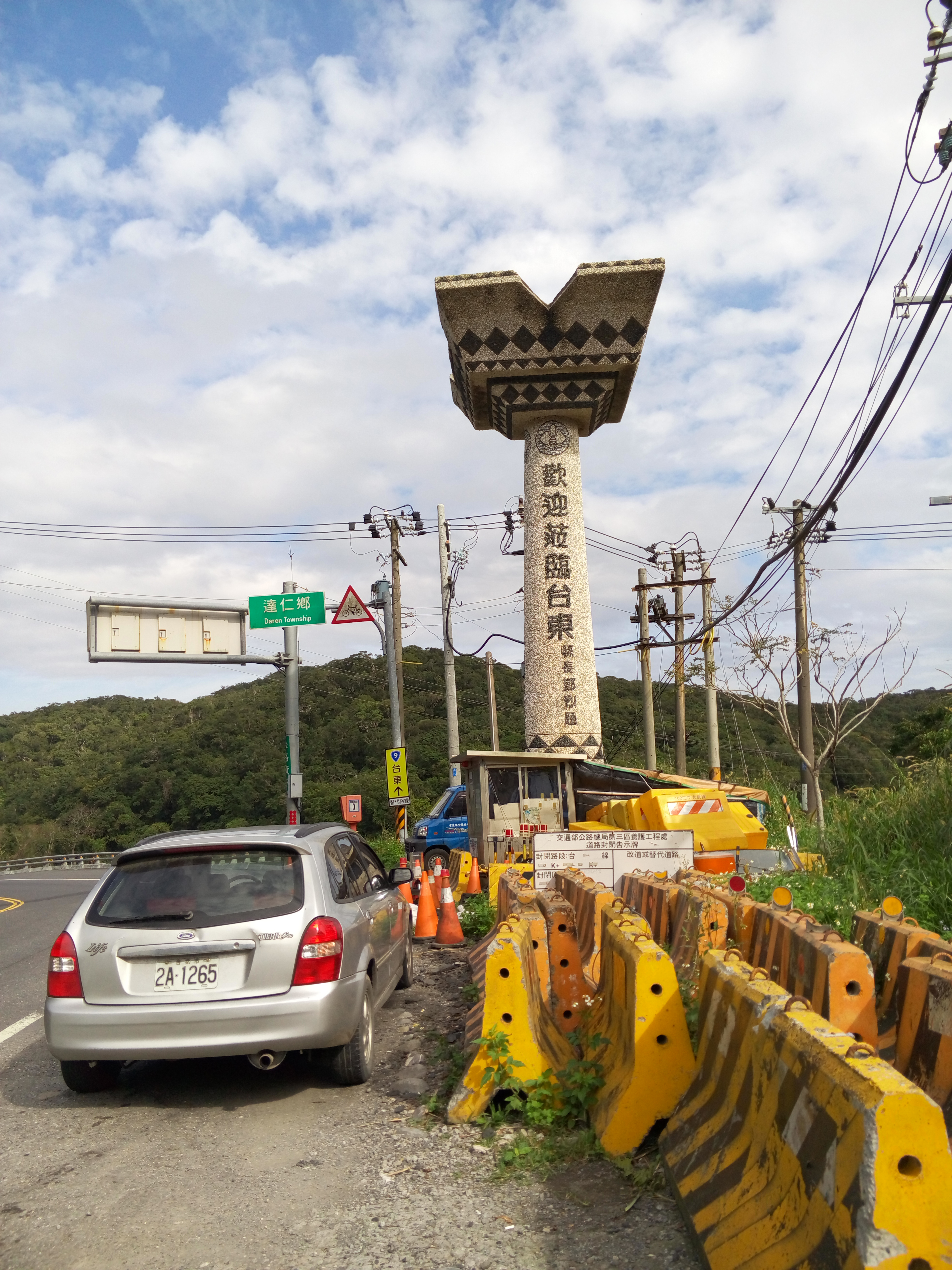
南迴公路 臺東縣與屏東縣位在壽卡的縣界碑

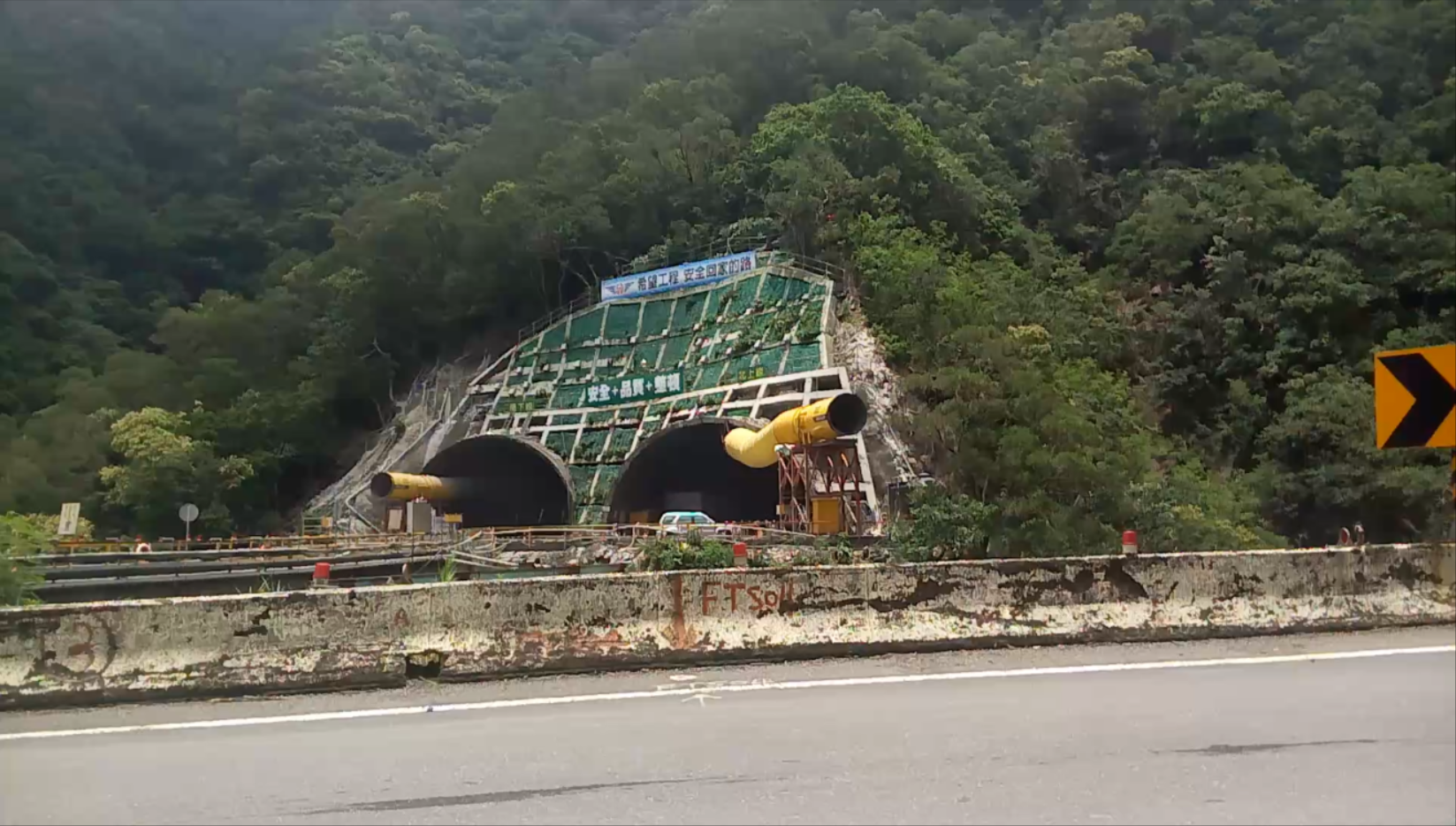
南迴公路草埔隧道南口

- 枋山鄉：楓港476.072k（南迴公路起點，與台1線連接）→新楓港外環道東端（右台26線起點岔路）→楓林/獅子鄉公所471.487k
- 獅子鄉：楓林村→新路→丹路村467.907k→伊屯464.495k→雙流（森林遊樂區）461.652k→草埔村460.045k（左台9線草埔森永隧道南口，右台9戊線終點往壽峠）→壽峠454.988k（屏東、台東縣界）

台東縣
- 達仁鄉：壽峠454.988k（南迴公路最高點，縣道199號岔路）→歸田453.245k→白雲山莊448.221k→森永村447.160k(Morinaga)→（台9戊線起點，接回台9線）→達仁/安朔村443.350k（阿塱衛Agiogetsu，右台26線終點岔路）→安興（鄉界）
- 大武鄉：南興441.505k→尚武村437.700k（客莊）→大武村434.670k（巴塱衛）→大鳥村432.500k（大鳥萬Tachavan）→加津林428.335k（鴿子籠Katsulin）→富南→富中（目前只有二戶）→富山（加拿美Kanabi）→大竹村425.390k→大竹高橋
- 太麻里鄉：大竹高橋→大溪（瀧溪Tateki）→多良村（多多良Tatara）→新虷仔崙橋→金崙村414.040k（虷仔崙Kanalung）→香蘭村407.300（猴子蘭Kaoaran）→南太麻里溪橋405.900k→太麻里398.585k（Tamari）→北太麻里→華源村396.450k→三和村395.000k→美和村393.540k→荒野（接台11線花東海岸公路）→知本橋391.233k
- 台東市：崎仔頭391.080k（縣道194號岔路）→下建和388.390k（射馬干）→蘇巴陽→新園橋383.717k→新園/大南383.717k（接台9乙線）→中興路五段→豐田里378.948k（中興路四段）→豐年里377.011k→中興路三、二段→台東糖廠375.255k→馬蘭橋→中興路一段→馬蘭374.386k（公東高工、中興更生路口，南迴公路終點，接花東公路)

## 沿線景點
- 知本溫泉
- 舊香蘭遺址
- 金針山
- 大武漁港
- 金龍湖
- 雙流國家森林遊樂區
- 1314號的藍

## 資料來源
1. ↑  曾鴻儒、劉力仁. . 自由時報. 2005-07-28. （原始内容存档于2023-08-11）.
2. ↑  . 交通部公路總局.   [2014-10-05]. （原始内容存档于2014-10-06）.
3. ↑  . 自由時報. 2020-08-22  [2020-08-31]. （原始内容存档于2021-09-25）.
4. ↑  記者林松斌、王浩原、謝孟哲／台北、台東報導. . 三立新聞網 SETN.COM. 2018-09-28  [2018-09-29]. （原始内容存档于2018-09-29） （中文）.
5. ↑  張雅筑. . 三立新聞網 SETN.COM. 2018-09-27  [2018-09-29]. （原始内容存档于2018-09-29） （中文）.
6. ↑  李先鳳. . NOWnews 今日新聞. 2018-05-26  [2018-09-29]. （原始内容存档于2018-09-29） （中文）.
7. ↑  . 台東縣政府. 2020-09-28  [2025-02-04]. （原始内容存档于2025-02-04） （中文）.